# Мукор
Му́кор (лат. Mucor), также белая плесень — род низших плесневых грибов класса зигомицетов, который включает около 60 видов. Широко распространены в верхнем слое почвы, также развиваются на продуктах питания и органических остатках. Некоторые виды вызывают болезни (мукоромикозы) животных и человека, другие используются для получения антибиотиков или в качестве закваски (так как некоторые мукоровые грибы обладают высокой ферментативной активностью). Мицелий не поделён перегородками и представлен одной гигантской многоядерной разветвлённой клеткой.

## Внешний вид
Одиночные бесцветные спорангиеносцы, на вершине которых развивается по одному спорангию в форме сферической чёрной головки. Спорангиеносцы — простые или разветвлённые (моноподиально, неправильно симподиально или кистевидно). Мицелий представляет собой одну многоядерную разветвлённую клетку, не разделённую перегородками. Колонии, как правило, бежевого или серого цвета, быстро растут (до нескольких сантиметров в высоту). Старые колонии более тёмные из-за образования многочисленных спорангиев со спорами.

## Размножение
При бесполом размножении оболочка зрелого спорангия легко растворяется от влаги, освобождая несколько тысяч спор.
В половом размножении участвуют две ветви одного (гомоталличные виды) или разных (гетероталличные виды) мицелиев. Они сливаются и образуют диплоидную зиготу, которая прорастает гифой с зародышевым спорангием в тёплых и влажных условиях.

## Использование
Мукор китайский (Mucor sinensis), мукор кистевидный (Mucor racemosus) , мукор улитковидный (Mucor circinelloides)  используются в качестве закваски («китайские дрожжи», «раги») или непосредственно для производства сброженных продуктов питания («соевый сыр», «темпе») из сои и злаков, а также для получения этанола из картофеля.